# Czerwony Dwór (gmina Rzesza)
Czerwony Dwór (lit. Raudondvaris) – wieś na Litwie, w okręgu wileńskim, w rejonie wileńskim, w gminie Rzesza, przy drodze magistralnej A14. Graniczy z Wilnem.
Znajduje tu się dawny dwór szlachecki z XVIII w. z zabudowaniami dworskim.

## Historia
Pod zaborami i w II Rzeczypospolitej majątek ziemski. W XIX i w początkach XX w. położony był w Rosji, w guberni wileńskiej, w powiecie wileńskim, w gminie Rzesza. Po I wojnie światowej pod administracją polską, w Zarządzie Cywilnym Ziem Wschodnich. W latach 1920–1922 w składzie Litwy Środkowej.
Od 11 kwietnia 1922 leżał w Polsce, w województwie wileńskim, w powiecie wileńsko-trockim, w gminie Rzesza. W 1931 miejscowość liczyła 62 mieszkańców, zamieszkałych w 6 budynkach.
Po II wojnie światowej w granicach Związku Sowieckiego. Od 1991 na niepodległej Litwie.